# Christopher Showerman
Christopher Clare Showerman (Stockbridge (Michigan), 24 juni 1971) is een Amerikaans acteur, filmproducent, filmregisseur, scenarioschrijver en komiek.

## Biografie
Showerman werd geboren in Stockbridge (Michigan) waar hij in 1989 de high schooldiploma haalde aan de Stockbridge High School. In 1992 studeerde hij af in musicologie aan de Michigan State University in East Lansing.
Showerman begon in 2000 met acteren in de televisieserie Jack of All Trades, waarna hij nog meerdere rollen speelde in televisieseries en films. Zijn doorbraak maakte hij in 2003 met de hoofdrol in de film George of the Jungle 2. Showerman speelde ook eenmaal op Broadway, van 2006 tot en met 2007 speelde hij de rol van Boom-Boom Johnson in het toneelstuk Legends!.

## Filmografie

### Films
Uitgezonderd korte films.
- 2025 Alien Invasion: Rise of the Phoenix - als Mark
- 2024 Apex Predators 2: The Spawning - als Chris
- 2024 Stepmom from Hell - als bezoeker begrafenis
- 2024 Agent Recon - als dr. Penn / Alpha
- 2024 A Wall Away - als Paul
- 2023 Child - als  Greg
- 2023 Buckle Up - als agent Kelly
- 2023 Waking Karma - als Wendell
- 2022 Dangerous Methods - als Desmond Gage
- 2021 The Emissaries Movie - als speciale missie agent
- 2019 Vitals - als Richard Carson
- 2018 Double Blind - als John Smith
- 2018 Encounter - als Johnny Brandt
- 2018 Astro - als dr. Kevin Green
- 2018 Enter the Fire - als Henry
- 2017 Lady Bug - als man
- 2016 Terror Tales - als de chauffeur
- 2015 Of Fortune and Gold - als Marco
- 2015 Cyber Case - als agent Willis
- 2015 Radio America - als Simon Weinreib
- 2015 EP/Executive Protection - als kapitein Simmons
- 2014 Between the Sand and the Sky - als Lorin Sheffield
- 2012 Complacent - als Jason Haney
- 2012 The Temple - als Derek (stem)
- 2012 A Night at the Silent Movie Theater - als Jon de geluidsman
- 2009 Hole in One - als dr. Hamilton Manning
- 2009 The Land That Time Forgot - als Stack
- 2008 Live Fast, Die Young - als Big Mack
- 2008 Dead Country - als D.J. Seinfeld (stem)
- 2008 Big Game - als Luke
- 2006 Sea of Fear - als Derek
- 2003 George of the Jungle 2 - als George
- 2000 Dumped - als Strobe Reilly

### Televisieseries
Uitgezonderd eenmalige gastrollen.
- 2019-2020 Truth Be Told - als C.O. Walters - 2 afl.
- 2017 Versus - als ?? - 4 afl.
- 2017 Tales of Morrissa - als Alex - 2 afl.
- 2016 Supergirl - als Tor - 3 afl.

### Filmproducent
- 2018 Double Blind - film
- 2015 Radio America - film
- 2014 The Adventures of Captain Fantastic & Mega Mom - korte film
- 2014 Between the Sand and the Sky - film
- 2012 Shooting for Home - documentaire

### Filmregisseur
- 2015 Radio America - film

### Scenarioschrijver
- 2015 Radio America - film
- 2014 Between the Sand and the Sky - film

- Bibliothèque nationale de France: cb155479341 (data)
- International Standard Name Identifier: 0000 0000 1313 7074
- Virtual International Authority File: 5241757